# Demons (Stargate SG-1)
Demons (Demonios) es el octavo episodio de la tercera temporada de la serie de televisión de ciencia ficción Stargate SG-1, y el quintuagesimo segundo capítulo de toda la serie.

## Trama
El SG-1 llega a un primitivo planeta cristiano que teme al Demonio que vive en el bosque y lo apaciguan con sacrificios. El “Demonio” es en realidad un Unas Goa'uld, y su amo es Satanás o sea el Goa'uld Sokar. Además de esto el equipo sospecha que Canon, el sacerdote gobernante que elige a las personas que serán sacrificarán, (en realidad serán huéspedes de Goa'uld) está enterado de esto, y usa su posición para ganar poder.
Los habitantes creen que el símbolo dorado en la frente de Teal'c se trata de la “marca del diablo”, por lo que éste es sometido a las pruebas de brujería, siendo al parecer ahogado al final de estas. Teal'c, sin embargo, “resucita”, gracias a la ayuda de su simbionte y la meditación que le permitieron resistir bajo el agua por más tiempo. No obstante, este acontecimiento es visto como una influencia de Satanás, por lo que el SG-1 es condenado a ser sacrificado al demonio junto con una joven muchacha, juzgada de “ser poseída” (en realidad, ella tiene solamente una fuerte enfermedad).
Cuando son llevados por el Unas, logran escapar gracias a la ayuda de Simón, un joven pueblerino, quien le dispara al Unas. Cuando el equipo se dirige de vuelta al Portal, Carter descubre que el simbionte ha tomado como anfitrión al sacerdote Canon, por lo que le disparan antes de que los ataque. Ya libres de la amenaza del “demonio”, y dada la lejanía de este planeta, el SG-1 recomienda a los aldeanos sepultar el Stargate, para que los Goa'uld no puedan volver.

## Artistas invitados
- David McNally como Simon.
- Alan C. Peterson como el Sacerdote Canon.
- Laura Mennell como Mary.
- Richard Morwich como Unas.
- Christopher Judge como Unas (Voz).
- John R. Taylorcomo Elder